# 요베 신호장
요베 신호장(일본어: 余部信号場)은 일본 효고현 히메지시에 있는 서일본 여객철도 기신 선의 신호장이다.

## 구조
요베역보다 오이치역 방향으로 약 1.6km에 있는 신호장. 오이치 역 보다 히메지 철도부부터의 입출고선이 기신 선으로 합류한다.
본 신호장은, 히메지 철도부로의 열차회송 때문에 설치되어 있다.
본 신호장은, 단순한 '단선 분기형 신호장'이기 때문에, 열차의 교환 · 대피는 불가능하다.

## 주변
신호장의 북쪽은 주택 · 히메지 철도부, 남쪽은 산림이 펴진다.

## 역사
- 1994년 3월 21일 : 개설.

## 인접 정차역
| 서일본 여객철도 기신 선 | 서일본 여객철도 기신 선 | 서일본 여객철도 기신 선 |
| ----------------------- | ----------------------- | ----------------------- |
| 요베 히메지 방면        | ■ 기신 선               | 오이치 니미 방면        |